# Zgromadzenie Misjonarek Maryi – Ksawerianki
Zgromadzenie Misjonarek Maryi Ksawerianek, MMX (it. Congregazione delle Missionarie di Maria – Saveriane (Missionarie Saveriane)), ksawerianki – żeński zakon misyjny założony przez o. Giacomo Spagnolo SX, oraz m. Celestinę Bottego.

## Historia
Żeński zakon ksawerianek kontynuuje duchowość męskiego zakonu ksawerianów. Według doniesień już założyciel ksawerianów o. Guido Maria Confort miał przymierzać się do powołania żeńskiej gałęzi zakonu. Dopiero wiele lat później przymierzył się do tego zadania młody ksawerianin o. Giacomo Spagnolo SX. Po uzyskaniu zgody przełożonych zwrócił się o pomoc do Celestiny Bottego, znaną z głębokiej duchowości oblatkę i nauczycielkę języka angielskiego w seminarium ksaweriańskim.
Bottego początkowo odmówiła. Dopiero doświadczenia II wojny światowej spowodowały, że odkryła powołanie i podjęła zaproszenie Spagnolo. Tego dnia (24 maja 1944) Giacomo Spagnolo SX odnotował w dzienniku: „Towarzystwo ma swoją założycielkę”.
Wspólnie powołali Maryjne Towarzystwo Misyjne – zwane potocznie Misjonarkami Maryi. Dewizą towarzystwa było: „Wszystko dla Misji”. Pierwsze osoby dołączyły do Celestiny Bottego już w lipcu 1945 rok, a w kilka miesięcy później biskup Parmy zatwierdził pierwszą wspólnotę mającą siedzibę w domu rodzinnym Celestiny: tzw. Villi Bottego w San Lazaro. Dołączały kolejne kandydatki i społeczność rozrastała się. Celestina z racji pozycji założycielki społeczności, ale i swojego wieku (ok. 50 lat) nazywana była la madre (pol. matka).

## Duchowość
Życie duchowe ksawerianek skupia się wokół miłości na wzór miłości Jezusa Chrystusa – jego oddania życia z miłości do ludzi i „zmartwychwstania z miłości”, poprzez kontynuowanie jego dzieła, a także postawy duchowej Maryji w tajemnicy Nawiedzenia. Na niej ksawerianki wzorują swoją „postawę wobec Boga i ludzi […]. Podobnie jak Maryja, przemierzając świat, starają się nieść nadzieję światu oraz by wszyscy ludzie poznali miłość Chrystusa”.
Tę podstawę żywej wiary i gotowości na wypełnianie woli Boga uzupełniają następujące wartości:
- „Z – poprzez – w Chrystusie”! Co jest dewizą zakonu;
- „Jak i poprzez Maryję”;
- oraz: „duch rodziny i miłosierdzia”[3].

## Habit
Od początku założenia zakonu – w 1945 roku – ksawerianki są zakonem bezhabitowym. Założyciel zakonu, o. Giacomo Spagnolo polecał siostrom: Niech miłość będzie waszym habitem.

## Misje
Dom generalny zakonu mieści się w Parmie, we Włoszech.
Ksawerianki pracują we Włoszech oraz na misjach w USA, Meksyku, Brazylii, Czadzie, Kamerunie, Burundi, Kongo, Tajlandii oraz w Japonii. Prowadzą tam działalność ewangelizacyjną i katechetyczną, a także zajmują promocją wartości człowieka, a szczególnie kobiet. Mieszkają we własnych, małych, międzynarodowych wspólnotach – nierzadko w regionach dotkniętych ubóstwem. Swoją pracą wspierają zarówno lokalne społeczności, lokalne kościoły zarówno poprzez działalność edukacyjną, jak i medyczną, ale i rolniczą.

## Znane ksawerianki
W 2013 założycielka zakonu ksawieranek ⁣Celestina Bottego została formalnie uznana przez Papieża Franciszka I za Czcigodną, co dało początek do podjęcia działań do jej beatyfikacji.